# Portanza

Un tipico schema qualitativo nel quale si rappresentano le principali forze agenti su un velivolo: portanza (L), resistenza (D), peso (W) e spinta (T). Con V si è indicata la direzione del vento apparente.

La portanza è la componente della forza aerodinamica globale calcolata in direzione perpendicolare alla direzione del vento relativo. In altre parole, è la spinta perpendicolare al moto dell'aereo che fa sì che l'aria spinga l'aereo dal basso verso l'alto. Viene spesso indicata con la lettera L dall'inglese lift.
Comunemente associata all'ala di un aeroplano, la portanza è generata anche dal moto delle pale del rotore principale di un elicottero, dalle vele e dalla chiglia di una barca a vela o dagli aliscafi. Nella meccanica del volo è la forza che permette il sostentamento in volo di un velivolo o un uccello, quando questa risulta maggiore o uguale alla forza peso.

## Genesi della portanza su un profilo alare

Profilo alare:
α: incidenza geometrica
c: corda
1: linea di portanza nulla
2: bordo d'attacco
3: cerchio osculatore del bordo d'attacco
4: spessore
5: curvatura
6: dorso
7: bordo d'uscita
8: linea d'inarcamento medio
9: ventre.

Andamento del coefficiente di pressione su due profili alari per due angoli d'attacco:
1: profilo simmetrico ad incidenza di portanza nulla
2: profilo asimmetrico ad incidenza di portanza nulla
3: profilo simmetrico ad incidenza di portanza positiva
4: profilo asimmetrico ad incidenza di portanza positiva.
Sono stati disegnati anche i vettori di portanza (indicati con L, lift).

La forza aerodinamica globale è generata dalla differenza di pressione tra la superficie superiore ed inferiore di un corpo. Per spiegare questa differenza di pressione si possono impiegare diverse leggi fisiche fondamentali quali i principi della dinamica, il teorema di Bernoulli, la conservazione della massa e quella della quantità di moto (che è una formulazione del secondo principio della dinamica). Come risultato vi sono diverse interpretazioni fisiche con differente grado di rigore scientifico e complessità.
In seguito si prenderà in considerazione un profilo alare, o, che è lo stesso, un'ala tridimensionale di apertura infinita, immersa in una corrente uniforme. La forza aerodinamica globale sarà generata dalla differenza di pressione tra ventre (la porzione inferiore del perimetro del profilo che va dal bordo d'attacco al bordo di uscita) e dorso (la porzione superiore di perimetro del profilo).

### Interpretazione globale: reazione ad una deflessione
Il moto relativo del velivolo rispetto all'aria interessa una certa massa di fluido. In particolare la massa d'aria per unità di tempo che investe il corpo è data dal prodotto della densità dell'aria per la velocità di volo (velocità asintotica) e per un'"area di attraversamento" che è funzione essenzialmente della forma del corpo e, in particolare per un velivolo, della superficie alare.
Possiamo dunque porre:
Errore del parser (SVG (MathML può essere abilitato tramite plug-in del browser): risposta non valida ("Math extension cannot connect to Restbase.") dal server "http://localhost:6011/it.wikipedia.org/v1/":): {\displaystyle {\dot m} = \rho \cdot V \cdot A \cdot K_m}

La geometria dell'ala e la sua posizione rispetto alla velocità asintotica sono tali da indurre all'aria un'accelerazione verso il basso che generalmente risulta variabile lungo l'apertura alare.
Il valore medio della variazione della velocità verticale indotta (detta anche, tecnicamente "downwash") dipende dalla geometria dell'ala e, per piccoli angoli d'attacco, risulta all'incirca lineare con questa.
È da notare che tale deflessione del flusso verso il basso avviene non solo perché questo è costretto a cambiare direzione a causa della parte inferiore dell'ala, ma anche grazie a quelle linee di flusso che "aggirano" il dorso del profilo alare superiore incurvandosi in seguito verso il basso (effetto Coandă). Nella condizione di stallo aerodinamico, infatti, mentre viene meno il contributo del flusso superiore (per la perdita della laminarità) rimane comunque presente la variazione di quello inferiore, col risultato che la portanza non si annulla ma approssimativamente si dimezza: la cosa è sufficiente per mettere in difficoltà il pilota, ma con una sensazione non così netta come quella di una caduta libera 'vera'.
Abbiamo dunque:
{\displaystyle {\Delta V}=K_{v}\cdot V\cdot \operatorname {sen} {\alpha }}
ovvero
{\displaystyle {\Delta V}\simeq K_{v}\cdot V\cdot {\alpha }}
in cui Errore del parser (SVG (MathML può essere abilitato tramite plug-in del browser): risposta non valida ("Math extension cannot connect to Restbase.") dal server "http://localhost:6011/it.wikipedia.org/v1/":): {\displaystyle \alpha}
 è l'angolo d'attacco, V è la velocità di volo, mentre la costante {\displaystyle K_{v}} dipende ancora dalla geometria dell'ala (e in particolare, in questo caso, dall'allungamento alare).
Per la terza legge di Newton si ottiene una forza contraria alla variazione di velocità verso il basso e proporzionale alla densità dell'aria, al quadrato della velocità di volo, all'angolo d'attacco più ad un certo numero di costanti dipendenti dalla forma dell'ala (o più genericamente, dal corpo):
{\displaystyle L={\dot {m}}\cdot {\Delta V}}
Solitamente si fa ricorso ad un coefficiente adimensionale chiamato coefficiente di portanza, definito come:
{\displaystyle C_{L}={\frac {L}{{\frac {1}{2}}\rho \,V^{2}\,S}}}
in cui:
- ρ è la densità dell'aria (1,225 kg/m³ al livello del mare)
- V è la velocità di volo;
- S è la superficie alare;
- L è la forza di portanza prodotta.

### Interpretazione globale alternativa: differenziale di pressione statica
La generazione della portanza può essere attribuita alla distribuzione di pressione intorno al corpo che attraversa il fluido.
Su un'ala, la produzione della portanza è dovuta alle differenze di pressione tra il ventre e il dorso. Tale differenza di pressione genera una forza risultante aerodinamica F la cui componente ortogonale alla direzione del moto è la portanza L, mentre la componente parallela e contraria alla velocità è la forza di resistenza D.

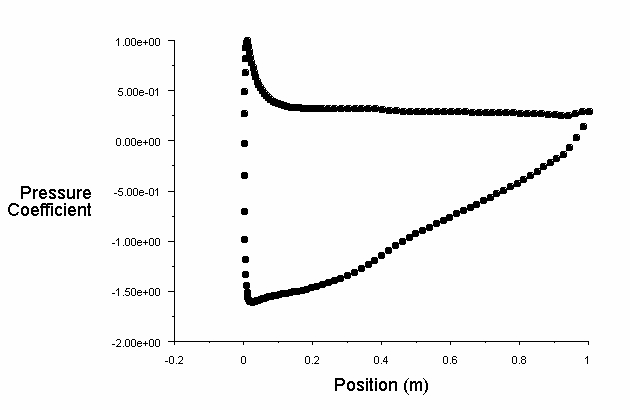
Andamento in corda del coefficiente di pressione su un profilo alare con corda pari a 1 metro. L'area compresa nella curva rappresenta la forza risultante. I valori di Cp<0 sono rappresentativi di una forza diretta verso l'alto

Tipicamente, per un'ala composta da due semiali simmetriche, tale forza giace nel piano di simmetria:
{\displaystyle \mathbf {F} =\mathbf {L} +\mathbf {D} =\oint _{\partial \Omega }p\mathbf {n} \;ds}
in cui:
- F è il vettore forza aerodinamica,
- L è il vettore portanza,
- D è il vettore resistenza indotta,
- {\displaystyle \partial \Omega } è la frontiera del dominio d'integrazione,
- p è la pressione,
- n è il versore normale alla superficie.

Più precisamente, la combinazione di angolo d'attacco, curvatura e spessore dell'ala, produce un andamento della pressione sulla sua superficie il cui risultato è una forza aerodinamica. Infatti la forma del profilo alare modifica il campo di moto attorno a questo, provocando un cambiamento delle velocità tangenziali locali sulla superficie del profilo: lungo l'estradosso le velocità sono maggiori di quelle lungo l'intradosso.
Semplificando le condizioni di questa interpretazione con l'esclusione di fattori, comunque molto importanti come la viscosità dell'aria, si ottiene un modello irreale  ma comodo tramite l'utilizzo dell'equazione di Bernoulli. Questo è usato storicamente per fornire una comprensione grossolana ma efficace della distribuzione della pressione attorno al profilo a quel personale più interessato all'uso della portanza che alla progettazione (piloti, tecnici, ecc.). Consente infatti di legare in modo facilmente comprensibile la velocità sul profilo alla pressione: dove le particelle fluide hanno una velocità maggiore corrisponde una diminuzione di pressione e viceversa. Si ottiene quindi un profilo alare "aspirato" verso l'alto dove il maggior contributo alla portanza lo dà la depressione dorsale.
I limiti di un tale modo di procedere risiedono nelle ipotesi a monte della scrittura dell'equazione di Bernoulli in regime incomprimibile, tra le quali ricordiamo la stazionarietà del flusso, l'incomprimibilità (in regime subsonico quindi) e la assenza di viscosità (fluido ideale).
Ciò nonostante, esso rimane un valido strumento di stima preliminare delle prestazioni di un'ala in condizioni non "estreme" (bassi angoli d'attacco, basse velocità ecc.) per la presenza di metodi ingegneristici di valutazione separata degli effetti della viscosità e della comprimibilità.
L'applicazione dell'ipotesi di fluido non viscoso porta, però, ad una indeterminazione matematica e a degli assurdi fisici. Per simulare gli effetti dell'attrito e dell'inerzia (legati anche all'effetto Coandă) e chiudere il problema matematico, si impone la cosiddetta condizione di Kutta.
Ad esempio, una condizione di Kutta corrisponde all'imporre che le linee di corrente divise da un profilo alare si ricongiungano in corrispondenza del bordo d'uscita.

### La teoria della circolazione
Un altro modo di spiegare la genesi della forza di portanza prende spunto da ragionamenti quasi esclusivamente matematici. Sebbene assai più precisa delle precedenti, tale dimostrazione risulta poco intuitiva; se ne espongono qui solo i punti salienti.
La trattazione presuppone la conoscenza dei teoremi di Helmholtz di conservazione della vorticità (o, per estensione, di un tubo vorticoso in un campo fluidodinamico) e del teorema di Kutta-Žukovskij, che permette di dimostrare che un corpo investito da una corrente fluida di velocità assegnata, intorno al quale esista una circolazione non nulla, subisce l'azione di una forza normale alla velocità e di verso ottenuto ruotando il vettore velocità di 90° in senso contrario al senso della circolazione stessa (vedi anche effetto Magnus).
La circolazione può essere definita come la circuitazione della velocità dell'aria lungo un "circuito" chiuso che racchiuda il corpo (ciò permette di definire la quantità di vorticità attorno al corpo).
Applicando questo discorso al caso di un profilo alare investito da una corrente fluida si ottiene la nascita di una forza "portante" (per unità di apertura) diretta verso l'alto e la cui intensità è data da:
{\displaystyle {l}=-{\rho }V\Gamma \,}
in cui {\displaystyle \rho } è la densità dell'aria, {\displaystyle V} è la velocità della corrente "asintotica", e {\displaystyle \Gamma } è il valore della circolazione.
È necessario però a questo punto fare alcune considerazioni: per il teorema di Kutta-Žukovskij il valore della portanza prodotto da un profilo alare in un fluido ideale è legato al valore della circolazione attorno ad esso, ma per i teoremi di Helmholtz di conservazione della vorticità, si deve dunque ipotizzare una presenza di vorticità fin dall'inizio del moto. Ma in questo stato il profilo è in quiete, il campo di moto è quindi irrotazionale e la circolazione attorno al profilo è nulla (vedi anche paradosso di D'Alembert).
Questo problema può essere superato considerando che il modello di fluido ideale è un modello limite cui si può tendere per valori sempre più bassi del coefficiente di viscosità, sebbene per un profilo alare gli effetti viscosi non possano essere trascurati anche nelle immediate vicinanze del corpo.
In effetti quando un corpo comincia a muoversi in un fluido inizialmente in quiete, il "campo" che si realizza nei primi istanti è irrotazionale, ma il fluido nelle immediate vicinanze del corpo è "reale". In particolare, nel caso di un profilo alare si forma nella parte superiore del bordo d'uscita un vortice (anche detto in questo caso vortice d'avviamento) a causa della separazione del flusso causata dall'"aggiramento" del bordo d'uscita aguzzo da parte del fluido che proviene dal ventre del profilo (vedi anche condizione di Kutta).
Durante la fase di accelerazione questo vortice, che è instabile, viene trasportato a valle e quindi "dissipato" dal moto principale del fluido.
Il vortice di avviamento, che possedeva una circolazione antioraria ha però generato in conseguenza del suo allontanamento, per il teorema di conservazione della vorticità di Helmholtz, una circolazione uguale e opposta (cioè oraria) attorno al profilo alare, che per il teorema di Kutta-Žukovskij genera "finalmente" una forza (la portanza) diretta verso l'alto.
In definitiva la circolazione attorno al profilo nasce per reazione a quella associata al vortice di avviamento durante la fase di accelerazione.
Nel flusso reale (dunque viscoso) durante il moto, vortici con asse parallelo alla direzione dell'apertura alare sono continuamente prodotti negli strati limite del dorso e del ventre dell'ala.
In pratica il modello di flusso ideale può ancora essere considerato valido per calcolare la circolazione attorno ai corpi ma occorre introdurre dei "vortici ideali" sulla superficie del profilo per tenere in conto la viscosità nelle immediate vicinanze del profilo e simulare le circolazioni prodotte dai vortici di avviamento.
Con tali assunzioni il flusso stazionario attorno ad un profilo alare può pertanto essere schematizzato con la sovrapposizione di un moto di flusso rettilineo uniforme e un campo di "sola circolazione" attorno al profilo.

### Punti notevoli
Il punto di applicazione della forza aerodinamica, la forza risultante dal sistema di forze elementari agenti sul corpo, rispetto al quale il momento meccanico risultante quindi è nullo, è detto centro di pressione.
Quando il contributo della resistenza al momento meccanico aerodinamico è trascurabile, il centro aerodinamico coincide con il punto di applicazione della portanza, tale che il momento meccanico rispetto ad esso è nullo.
Il centro aerodinamico, detto anche fuoco o punto neutro, è il punto in cui il coefficiente di momento agente sul corpo (che non si trovi ad incidenze elevate) rimane generalmente costante al variare dell'incidenza. Considerando la risultante delle forze aerodinamiche applicata in questo punto bisognerà tenere in considerazione anche un momento aerodinamico applicato generalmente non nullo (è un sistema di forze equivalente al sistema di forze effettivamente applicate).

#### Il mito dello stesso tempo di percorrenza

Flusso potenziale attorno ad un profilo con un angolo di attacco di 8°. La velocità del flusso sul dorso del profilo è superiore a quella sul ventre e le particelle di fluido separate al bordo di attacco non si ricongiungono al bordo di uscita.

Esiste una spiegazione, errata ma molto popolare, della generazione di portanza, nota come teoria dello stesso tempo di percorrenza.
Secondo questa teoria due particelle di fluido appaiate che vengono divise da un profilo solido devono necessariamente ricongiungersi sul bordo d'uscita.
Poiché, allora, il tempo di percorrenza delle due particelle sul dorso e sul ventre del profilo deve essere lo stesso, l'aria che passa sul dorso deve avere una velocità più elevata, e quindi, si dice, per il principio di Bernoulli (o anche per effetto Venturi) una pressione inferiore rispetto a quella presente sul ventre.
Tale spiegazione è errata, in primo luogo, perché non si verifica che due particelle di fluido percorrono dorso e ventre nello stesso tempo, in secondo luogo perché richiederebbe una grande differenza di curvatura tra il dorso e il ventre, portando a conclusioni paradossali.
Infatti il mito dello stesso tempo di percorrenza viene smentito dalla teoria della circolazione: se due particelle percorressero rispettivamente dorso e ventre di un profilo aerodinamico nello stesso tempo non ci sarebbe circolazione e, dunque, portanza. Vi è portanza verso l'alto solo se il tempo di percorrenza sul dorso è inferiore a quello sul ventre, generando una circolazione non nulla.
Ciò che genera portanza verso l'alto è la deviazione delle linee di corrente verso il basso, che in gran parte avviene a causa di un angolo d'attacco non nullo ed in piccola parte anche all'effetto Coandă. Una chiara prova di ciò sono le forme alari dei primi aerei, che dimostrano che anche un profilo rettilineo senza alcuna forma particolare, per il solo fatto di avere un angolo di attacco non nullo generano portanza. La forma a fuso deriva in gran parte dallo scopo di voler ridurre gli attriti con l'aria.

## Applicazioni tecniche

### La portanza in aeronautica

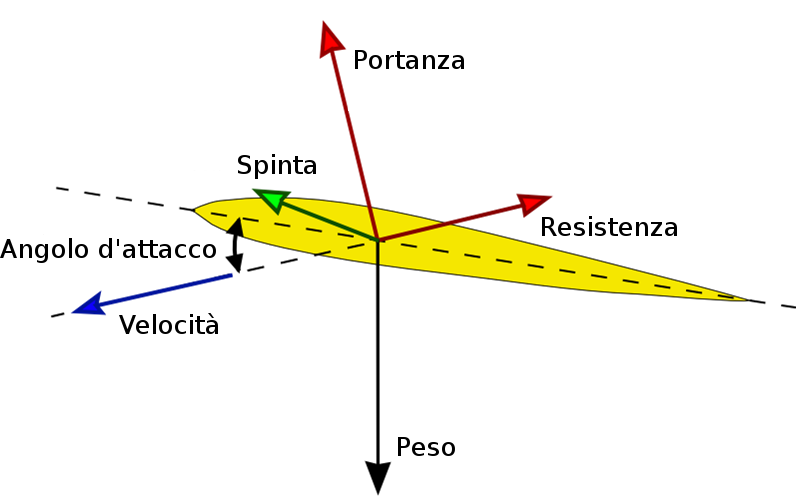
Forze agenti su un profilo alare in un tipico caso aeronautico.

La portanza è la forza responsabile del sostentamento di un aeroplano, poiché si oppone alla forza peso.
Tra le altre forze agenti su un aeroplano vi sono la spinta (generata dal motore e responsabile in primo luogo dell'avanzamento) e la resistenza aerodinamica in verso opposto al moto.
L'organo preposto a sviluppare la portanza su un aeroplano è l'ala, mentre i piani di coda orizzontali (detti anche stabilizzatori orizzontali) generano portanza (verso l'alto o verso il basso) per bilanciare la coppia costituita dalla forza aerodinamica dell'ala applicata nel centro di pressione, e dalla forza peso applicata nel baricentro.
Un profilo alare il cui scopo sia la sostentazione deve essere studiato in modo tale da deviare il fluido verso il basso, talora con il vincolo del mantenimento di una resistenza aerodinamica ridotta (ad esempio, per un volo in crociera), talora ricercando la generazione della stessa portanza alla minima velocità possibile (ad esempio, nell'atterraggio).
Si parla di portanza anche in idrodinamica nel caso di "ali" sottomarine, ad esempio usate negli aliscafi.

### Deportanza

Curve di deportanza delle autovetture negli anni, con Cz1 viene riportato il valore all'asse anteriore, con Cz2 il valore all'asse posteriore

Se la portanza è diretta verso il basso invece che verso l'alto, si parla, in gergo, di deportanza.
La deportanza è sfruttata in ambito automobilistico quando i veicoli raggiungono velocità elevate per garantire l'aderenza al suolo dello pneumatico. Infatti la forza d'attrito che può sviluppare uno pneumatico è direttamente proporzionale sia al coefficiente d'attrito, che dipende principalmente dalla mescola della gomma, dalla temperatura e dal tipo di suolo, sia dal carico normale agente sugli pneumatici (delle ruote motrici), cioè dalla forza perpendicolare al suolo. L'idea quindi è quella di aumentare questa forza normale aggiungendo alla componente statica, data dal peso della vettura, una componente detta appunto "aerodinamica" perché generata da forze aerodinamiche dirette verso il basso. Il carico totale agente sugli pneumatici sarà dato dunque dalla somma del carico statico e del carico aerodinamico.
Per ottenere tale effetto si applicano degli appositi alettoni (sia davanti nell'avantreno sia posteriormente nel retrotreno), che sfruttano lo stesso principio delle ali degli aeromobili, ma in senso opposto. Quando gli ingegneri di pista modificano l'incidenza degli alettoni della vettura lo fanno per cambiare il contributo del carico aerodinamico (quindi della deportanza) in funzione delle caratteristiche della pista (tortuosa o meno), dell'assetto richiesto o delle condizioni ambientali del suolo (asciutto o bagnato). Per ottenere ciò il profilo alare è inclinato in modo da deviare l'aria verso l'alto.
Un altro metodo per creare deportanza è quello di adoperare un fondo piatto della vettura insieme all'uso delle cosiddette minigonne e ad un estrattore posteriore (il noto diffusore posteriore), in modo da creare una depressione sotto la vettura accelerando il flusso del fluido aeriforme tra il suolo ed il fondo della vettura rispetto a quello al di sopra della stessa, sempre secondo il principio di Bernoulli.
In generale il vantaggio aerodinamico della deportanza è principalmente in curva dove le forze di inerzia che causano le forze centrifughe tendono a renderne instabile sia la traiettoria sia l'aderenza e per il quale dunque un aumento del peso totale della vettura riesce a tenerla più aderente o schiacciata al suolo. Il vantaggio però è anche in termini di stabilità in rettilineo: senza un alettone posteriore la vettura rischierebbe di decollare. Tuttavia lo svantaggio più comune è che più si aumenta l'incidenza degli alettoni, e in generale quindi il carico aerodinamico e l'aderenza, più aumenta la forza di resistenza aerodinamica con diminuzione delle velocità di punta nei tratti in rettilineo e maggiori consumi. Per questo si adottano generalmente soluzioni di maggiore o minore compromesso (trade off) in funzione delle caratteristiche tecniche del tracciato.